# Destiny: Or, The Soul of a Woman
Destiny: Or, The Soul of a Woman er en amerikansk stumfilm fra 1915 af Edwin Carewe.

## Medvirkende
- Emily Stevens som Mary Gadman
- George Le Guere
- Walter Hitchcock
- Theodore Babcock som Standish
- Fred Stone